# Episodi di Criminal Minds: Beyond Borders (prima stagione)
La prima stagione della serie televisiva Criminal Minds: Beyond Borders, composta da 13 episodi, è stata trasmessa in prima visione negli Stati Uniti d'America dalla CBS dal 16 marzo al 25 maggio 2016. La serie aveva già debuttato in un backdoor pilot nella serie madre Criminal Minds, dal titolo Al di là dei confini.
In Italia, l'episodio speciale della serie madre è stato trasmesso il 22 maggio 2015 sul canale a pagamento Fox Crime, mentre la stagione è andata in onda su Rai 2 dal 24 agosto al 28 settembre 2016.
| nº | Titolo originale           | Titolo italiano           | Prima TV USA   | Prima TV Italia   |
| -- | -------------------------- | ------------------------- | -------------- | ----------------- |
| 1  | The Harmful One            | L'uomo pericoloso         | 16 marzo 2016  | 24 agosto 2016    |
| 2  | Harvested                  | Il mietitore              | 23 marzo 2016  | 24 agosto 2016    |
| 3  | Denial                     | Negazione                 | 30 marzo 2016  | 31 agosto 2016    |
| 4  | Whispering Death           | Morti onorevoli           | 6 aprile 2016  | 31 agosto 2016    |
| 5  | The Lonely Heart           | Cuore solitario           | 6 aprile 2016  | 7 settembre 2016  |
| 6  | Love Interrupted           | Un amore spezzato         | 13 aprile 2016 | 7 settembre 2016  |
| 7  | Citizens of the World      | Cittadini del mondo       | 20 aprile 2016 | 14 settembre 2016 |
| 8  | De Los Inocentes           | Il giorno degli innocenti | 27 aprile 2016 | 14 settembre 2016 |
| 9  | The Matchmaker             | La zona oscura            | 4 maggio 2016  | 21 settembre 2016 |
| 10 | Iqiniso                    | La verità                 | 11 maggio 2016 | 21 settembre 2016 |
| 11 | The Ballad of Nick and Nat | La ballata di Nick e Nat  | 11 maggio 2016 | 28 settembre 2016 |
| 12 | El Toro Bravo              | Fiesta a Pamplona         | 25 maggio 2016 | 28 settembre 2016 |
| 13 | Paper Orphans              | Rapimento                 | 25 maggio 2016 | 28 settembre 2016 |

## L'uomo pericoloso
- Titolo originale: The Harmful One
- Diretto da: Colin Bucksey
- Scritto da: Erica Messer

### Trama
Le studentesse americane Laura e Sarah fanno le volontarie in una fattoria della Thailandia prima che cominci il nuovo anno accademico. Decidono di lasciare la fattoria alla volta di Bangkok, dove però non arriveranno mai. L'IRT (Squadra di intervento internazionale), capitanata da Jack Garrett si reca nel Paese del Sud-Est asiatico per cercare di risolvere il caso, con l'aiuto di Clara Seger, ex componente che ha abbandonato la squadra per motivi personali, nonostante l'ostracismo delle forze dell'ordine locali. I sospetti degli agenti ricadono su Jeff, anch'egli studente americano con qualche reato minore alle spalle nell'ultimo anno, che si era aggregato alle due ragazze. Almeno finché quest'ultimo non viene ritrovato morto, ucciso da una coltellata che gli ha reciso la carotide...
- Citazione: "Ciò che viene fatto al buio presto viene alla luce". Proverbio thailandese.
- Altri interpreti: Keong Sim, Nora Rothman, Austin Saunders
- Special guest star: Joe Mantegna
- Ascolti prima TV Italia: 1.415.000 spettatori (share 7,37%)

## Il mietitore
- Titolo originale: Harvested
- Diretto da: Rob Bailey
- Scritto da: Erica Meredith

### Trama
La squadra di Garrett raggiunge Mumbai, in India, dove un ragazzo americano si risveglia senza un rene dopo aver preso parte a un festival. Inoltre, non si hanno più notizie di un suo amico. Inizialmente si fa largo l'ipotesi del commercio di organi, ma il modo in cui questi vengono asportati fa capire che non possono essere utilizzati per salvare delle vite. Il colpevole non appartiene alla criminalità organizzata ed è mosso da un motivo ben preciso.
- Citazioni: "Fa' che io non preghi per allontanare da me pericoli, bensì per affrontarli senza timore. Fa che io non preghi per implorare la fine del dolore ma per un cuore che lo vinca". Rabindranath Tagore.
- Altri interpreti: Hari Dillon, Karthik Srinivasan, Anjali Bhimani, S. Zylan Brooks
- Ascolti prima TV Italia: 1.240.000 spettatori (share 6,80%)

## Negazione
- Titolo originale: Denial
- Diretto da: Rod Holcomb
- Scritto da: Adam Glass

### Trama
La squadra si reca a Il Cairo, in Egitto, dove un ex militare naturalizzato di origine statunitense è stato ucciso all'interno di un'auto con un gas tossico. Un altro studente americano, che risulta essere stato nell'auto con lui, è invece scomparso. Grazie alle informazioni procurate da Monty, si scopre che i due ragazzi avevano una relazione. Jack pensa quindi in un primo momento che l'uccisione di Malik sia un crimine d'odio. Tuttavia il fatto che in precedenza fosse stato ucciso nello stesso modo un egiziano etero e padre di famiglia e che Malik e Hank fossero in prima linea nelle manifestazioni della Primavera Araba fa prendere alle indagini un'altra direzione. 
- Citazione: "Ascolta le tue convinzioni. Anche se sembrano assurde per la tua ragione". Proverbio egiziano.
- Altri interpreti: Anthony Azizi, Aline Elasmar, Tina Lifford, Naz Deravian
- Special guest star: Kirsten Vangsness (Penelope Garcia)
- Ascolti prima TV Italia: 1.498.000 spettatori (share 7,03%)

## Morti onorevoli
- Titolo originale: Whispering Death
- Diretto da: Larry Teng
- Scritto da: Adam Glass

### Trama
Un cittadino americano, a Tokyo col fratello per motivi professionali, viene trovato impiccato a un albero. Le autorità locali archiviano subito il caso come suicidio, assai comune in Giappone, dove è considerato culturalmente come una morte onorevole. Tuttavia, trattandosi del terzo "suicidio" di cittadini americani in una settimana, il consolato statunitense chiede alla IRT di intervenire. Durante il corso delle indagini si verificano altre morti sospette, anche di cittadini giapponesi, tutte collegate tra di loro. A quanto pare i suicidi sono solo delle messe in scena.
- Citazione: "Il chiodo che sporge va preso a martellate". Proverbio giapponese.
- Altri interpreti: Yukiyoshi Ozawa, Hira Ambrosino, Josh Casaubon
- Ascolti prima TV Italia: 1.352.000 spettatori (share 6,59%)

## Cuore solitario
- Titolo originale: The Lonely Heart
- Diretto da: Constantine Makris
- Scritto da: Ticona S. Joy

### Trama
La squadra vola a Parigi, dove una turista americana, in vacanza con le amiche, viene ritrovata senza vita, strangolata e poi mutilata agli occhi. Durante il viaggio un'altra cittadina americana, ma da tempo residente a Parigi, viene uccisa nel suo appartamento. Sembra che l'S.I. prediliga donne americane sole e segua un determinato modus operandi (che prevede di prelevare le vittime con un taxi abusivo). La scelta del capo della polizia francese di divulgare i particolari del comportamento dell'S.I. allo scopo di proteggere le potenziali vittime, però, fa in modo che questo cominci ad agire senza alcun controllo e a rivolgere le sue attenzioni ad altre tipologie di donne. La squadra, comunque, capisce che l'S.I. ha un obiettivo finale ben preciso.
- Citazione: "I legami tra una persona e noi esistono solamente nel pensiero". Marcel Proust.
- Altri interpreti: Lothaire Bluteau, Ivo Nandi
- Ascolti prima TV Italia: 1.401.000 spettatori (share 5,91%)

## Un amore spezzato
- Titolo originale: Love Interrupted
- Diretto da: Paul A. Kaufman
- Scritto da: Adam Glass

### Trama
Una coppia di sposini statunitensi, in lune di miele a San Pedro, in Belize, scompare. Inizialmente i componenti della squadra pensano che c'entri il cartello del narcotraffico, ma nel momento in cui il corpo del marito viene ritrovato in mare senza cuore e con mani e piedi mozzate capiscono che le indagini devono indirizzarsi altrove. Si scopre infatti che questo particolare modus operandi richiama alcuni riti delle civiltà maya e azteca. A quanto pare, poi, l'S.I. già in passato aveva preso di mira coppie straniere in luna di miele. Jack, intanto, risolve un piccolo problema con la figlia Jodie, accettando che vada a frequentare il college in California.
- Citazione: "Tutti i viaggi hanno destinazioni segrete di cui i viaggiatori sono inconsapevoli".
- Altri interpreti: Autumn Reeser, Gil McKinney, Yancey Arias, John Getz
- Ascolti prima TV Italia: 1.183.000 spettatori (share 5,23%)

## Cittadini del mondo
- Titolo originale: Citizens of the World
- Diretto da: Alec Smight
- Scritto da: Matthew Lau

### Trama
Una coppia di anziani coniugi è in vacanza a Casablanca, in Marocco. Stanno guardando dei tessuti a una bancarella, quando il proprietario li invita sul retro per visionare dei tessuti più pregiati e vengono rapiti. La squadra di Jack viene chiamata per indagare ma ben presto si rende conto che il commerciante non ha nulla a che fare col rapimento. Dopo aver scoperto che negli anni precedenti rapimenti simili, tutti terminati con l'uccisione degli ostaggi, si sono verificati in altri Paesi del Nordafrica, arrivano alla conclusione che i responsabili sono alcuni membri della tribù dei Tuareg, nomadi stanziati lungo il deserto del Sahara. Inizia la corsa contro il tempo per salvare i connazionali.
- Citazione:  "Voi siete l'arco dal quale, come frecce vive, i vostri figli sono scoccati". Khalil Gibran.
- Altri interpreti: Wendy Phillips, Tony Pasqualini, Michael Benyaer, Ali Hillis, Kelly Frye
- Ascolti prima TV Italia: 1.361.000 spettatori (share 5,54%)

## Il giorno degli innocenti
- Titolo originale: De Los Inocentes
- Diretto da: Jeannot Szwarc
- Scritto da: Christopher Barbour

### Trama
Jessica e Daniel Wolf sono in vacanza con i due figlioletti a Puerto del Santo, in Messico. La sera il padre e i figli escono per negozi di souvenir, mentre Jessica rimane in appartamento perché stanca. Al rientro, durante la notte, Daniel si accorge che la moglie è scomparsa e il giorno dopo viene ritrovata uccisa. La squadra scopre che la felicità della famigliola era solo di facciata: l'azienda per cui lavorava Daniel l'anno prima era andata in bancarotta, Daniel aveva un'amante e Jessica qualche mese prima aveva chiesto il divorzio, richiesta poi quasi subito ritirata. Aveva inoltre stipulato un'assicurazione sulla sua vita.
- Citazione: "L'ordine perfetto è presagio dell'orrore perfetto". Carlos Fuentes.
- Altri interpreti: Matthew Settle, Angélica Celaya, Rob Brownstein, Asher Angel, Juan Carlos Cantu, Jolene Kay
- Ascolti prima tv Italia: 1.259.000 spettatori (share 5,22%)

## La zona oscura
- Titolo originale: The Matchmaker
- Diretto da: Matt Earl Beesley
- Scritto da: Tim Clemente

### Trama
La sedicenne Emma Peters scappa di casa, compra un volo aereo e si reca ad Antalya, in Turchia, dove scompare subito dopo il suo arrivo. I genitori sanno che si è recata lì per incontrare il suo fidanzatino Emir, studente turco espulso l'anno prima dagli Stati Uniti. Ovviamente il primo sospettato è proprio il ragazzo. In realtà dietro il rapimento c'è qualcuno che odia gli Stati Uniti e vuole sfruttare l'amore che la ragazza nutre per il suo fidanzato.
- Citazione: "Chi non è stato mai bruciato dal sole non conosce il valore dell'ombra". Proverbio turco.
- Altri interpreti: Sonya Walger, Juliette Angelo, Cas Anvar, Nick Massouh, Anne Bedian, Mandy June Turpin, Scott Christopher
- Ascolti prima TV Italia: 1.332.000 spettatori (share 5,10%)

## La verità
- Titolo originale: Iqiniso
- Diretto da: Laura Belsey
- Scritto da: Christopher Barbour

### Trama
I fratelli Tim e Brandon Smith sono a Johannesburg, in Sudafrica, e aiutano la zia nel suo locale durante la pausa tra i due semestri all'università. Una sera, finito di lavorare, scompaiono e uno dei due viene ucciso. La squadra, dopo approfondite indagini, scopre che il padre, che anni prima era fuggito dal Sudafrica e si era trasferito in Georgia, c'entra qualcosa. E non solo lui.
- Citazione: "La speranza non uccide". Proverbio sudafricano.
- Altri interpreti: Arnold Vosloo, Mykelti Williamson, Bahni Turpin, Cliff Simon, Brenda Bakke, Dayo Ade, Austin James, Musetta Vander, Sean Cameron Michael